# Dendrometria

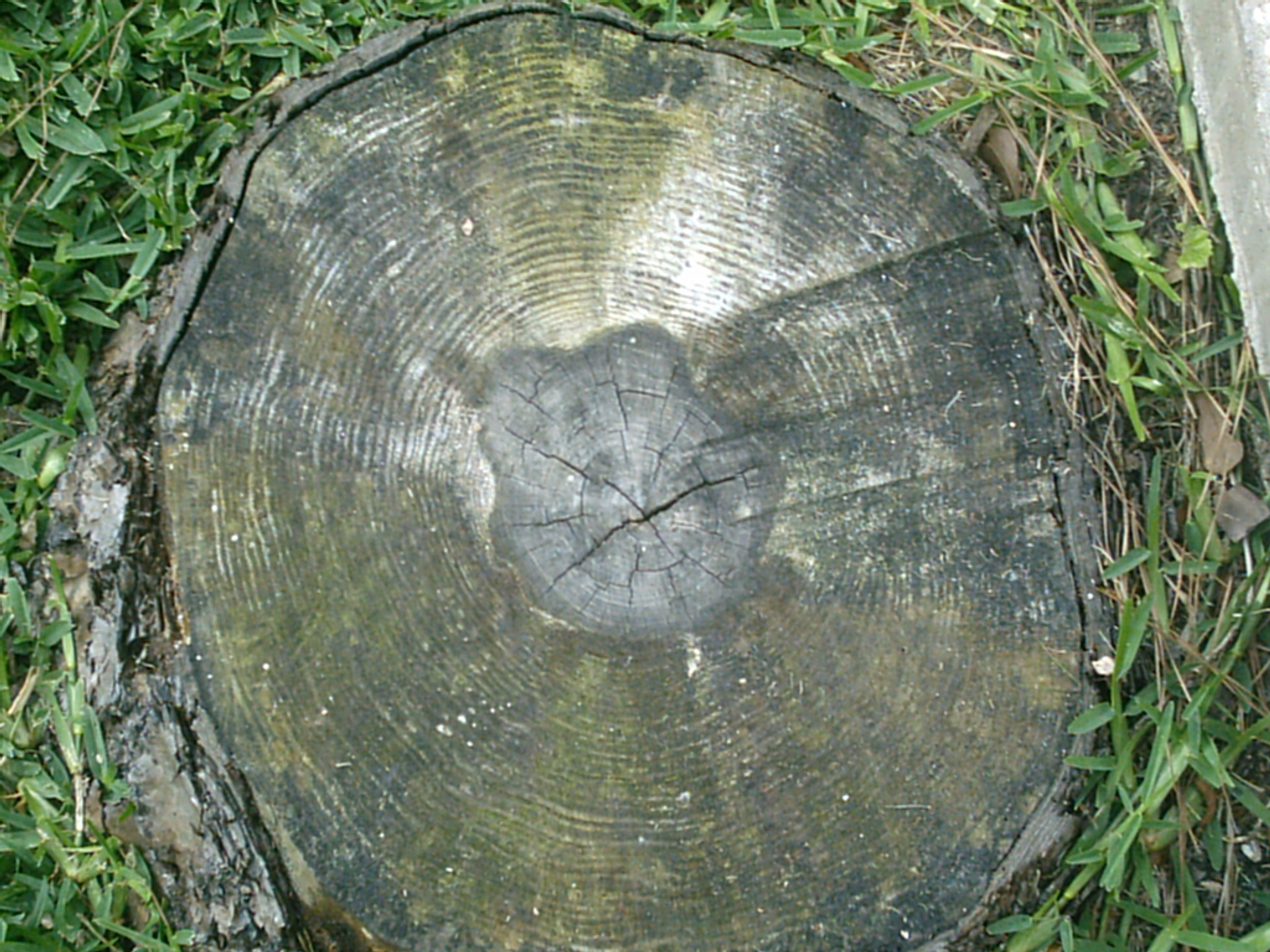
Sezione di tronco di pino

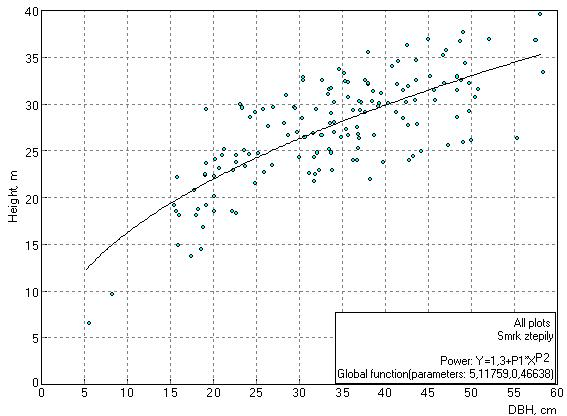
modello altezza dell'albero

La dendrometria (dalle parole greche dendron, albero, e mètron, misura) è la scienza che studia le tecniche che permettono di calcolare i valori biometrici relativi ad un albero o ad un bosco.

## Oggetto delle misurazioni dendrometriche
In particolare, sono oggetto delle misurazioni di interesse dendrometrico: 
- il volume dei fusti in piedi o dei tronchi atterrati, con o senza ramaglia;
- il volume di biomassa legnosa ricavabile da un determinato soprassuolo a maturità (fine turno);
- il tasso di accrescimento nel tempo (incremento) di una singola pianta o di un intero soprassuolo.

Indirettamente, tramite i valori relativi al volume e alle altezze delle piante in relazione all'età, si può ottenere anche una stima della fertilità della stazione.
Inoltre, dallo studio delle ampiezze degli anelli di accrescimento di una singola pianta, e dalle loro anomalie, è possibile avere importanti informazioni sulla storia regressa della stazione (periodi favorevoli/sfavorevoli alla vegetazione, frane, alluvioni, ecc.)

## Tecniche dendrometriche
Le tecniche dendrometriche si basano su considerazioni di ordine:
- biologico (modalità d'accrescimento delle piante arboree),
- geometrico (utilizzo di figure geometriche regolari da assimilare alle forme naturali dei fusti),
- statistico (per la generalizzazione ad un intero soprassuolo di valori biometrici effettivamente campionati) e, ovviamente,
- matematico.

Il procedimento tecnico matematico con cui si ottiene il volume di una pianta arborea o di un bosco viene comunemente detto cubatura, in quanto il valore risultante viene espresso metri cubi (mc).
Nell'ambito dei metodi speditivi per la cubatura di determinati soprassuoli forestali esistono delle tavole dette "di cubatura" realizzate per una data zona e utilizzabili per boschi che si trovano quindi nelle stesse condizioni geografiche e ambientali.

## Altezze dendrometriche
Le altezze considerate da questa disciplina sono essenzialmente di tre tipi: media, dominante e formale. La prima è definita come l'altezza del probabile albero di diametro medio, non deve essere confusa con la media delle altezze.
La seconda è la media delle altezze delle 100 piante più grosse ( in termini di diametro) ad ettaro. L'ultima altezza è una grandezza concettuale che deriva dalla formula generale di cubatura dei fusti: HF = V/G.